# Long Itchington
Long Itchington är en ort och civil parish i Storbritannien.   Den ligger i grevskapet Warwickshire och riksdelen England, i den södra delen av landet, 120 km nordväst om huvudstaden London. Long Itchington ligger 75 meter över havet och antalet invånare är 1 777.
Terrängen runt Long Itchington är platt. Runt Long Itchington är det ganska tätbefolkat, med 116 invånare per kvadratkilometer. Närmaste större samhälle är Coventry, 15,9 km nordväst om Long Itchington. Trakten runt Long Itchington består till största delen av jordbruksmark.